# Eyalato de Vidin
El eyalato de Vidin (en turco otomano: ایالت ویدین; Eyālet-i Vīdīn‎) era una entidad territorial administrativa del Imperio otomano ubicada en el territorio noroccidental de la actual Bulgaria. Se formó en 1846 y su centro administrativo fue Vidin. Se incorporó a la provincia del Danubio en 1864 y sus sanjacados se redujeron a municipios, excepto Vidin. 

## Divisiones administrativas
Sanjacados del eyalato a mediados del siglo XIX:
1. Sanjacado de Tirnova
2. Sanjacado de Vidin
3. Sanjacado de Lom